# ساکای تادایوشی
ساکای تادایوشی (به ژاپنی: 酒井忠能 さかい ただよしi); ۲۱ آوریل ۱۶۲۸ – ۲۵ ژوئیهٔ ۱۷۰۵) سامورایی، دایمیو در دوره ادو اهل ژاپن بود.
در دوران چهارمین شوگون، توکوگاوا ایه‌تسونا، او به عنوان یک دولتمرد بزرگ منصوب شد. او برادر کوچکتر ساکای تاداکیو است که به عنوان خدمت کرده است.